# 堀ノ内熊野神社
堀ノ内熊野神社（ほりのうちくまのじんじゃ）は、東京都杉並区堀ノ内にある神社。

## 由緒
当神社は、社伝によれば文永4年（1267年）に紀州・熊野三山から勧請したことにはじまる。室町時代に北条氏綱が上杉頼興を破り、江戸を攻略した際社殿を修築し祝祭を行ったという。江戸時代に入り、寛永11年（1634年）にさらなる修繕を行った。現在の総欅造りの社殿は安政4年（1857年）に造営されたもの。別当寺は近隣にある妙法寺であった。昭和29年（1954年）には稲荷神社・第六天王社の合殿社を改新築し、昭和35年（1960年）に社殿の整備を行った。当神社にある文化5年（1808年）の石造りの鳥居は杉並区内では最古のものである。

## アクセス
- 東京メトロ丸ノ内線・方南町駅より徒歩約8分
- 拝観は無料。